# Lei das Cinco Milhas
A Lei das Cinco Milhas, ou Lei de Oxford, ou Lei dos Não-Conformistas, de 1665, foi uma Lei do Parlamento da Inglaterra (17 Cha. 2. c. 2), aprovada no ano de 1665, intitulada "Uma Lei para restringir os Não-Conformistas de habitarem nas Corporações".
Foi uma das leis penais inglesas que pretendiam impor que os religiosos ingleses atendessem às determinações da Igreja da Inglaterra (Igreja Anglicana) e com ela comungassem. A lei em questão buscou expulsar qualquer um que não se conformasse aos padrões anglicanos.
Proibiu os clérigos de viver, visitar ou pregar  num raio de cinco milhas (8km) de uma freguesia da qual tivessem sido expulsos, ou de se aproximarem a cinco milhas de qualquer cidade, vila ou bairro que envie deputados ao Parlamento, a menos que tenham feito um juramento de nunca resistir ao rei, ou tentem alterar o governo da Igreja ou Estado. Este último envolvia jurar obedecer ao Livro de Orações de 1662. Milhares de ministros foram privados do sustento em razão desta lei.
Foi revogada em 1812, pela Lei de Locais de Culto Religioso.